# Kay Redfield Jamison
Kay Redfield Jamison (22 de junho de 1946) é uma psicóloga clínica e escritora estadunidense. Seu trabalho é focado sobre transtorno bipolar, que tem desde sua idade adulta. É Dalio Professor in Mood Disorders and Psychiatry na Escola de Medicina da Universidade Johns Hopkins e professora honorária de anglística da Universidade de St. Andrews.

## Prêmios e reconhecimentos
Jamison ganhou diversos prêmios e publicou mais de 100 artigos acadêmicos. Foi nomeada um dos "Melhores Médicos dos Estados Unidos" e foi escolhida pela Time como uma "Hero of Medicine." também foi escolhida como uma das cinco pessoas para a série de televisão pública Great Minds of Medicine. Em 2010 foi-lhe conferido um doutorado honorário em literatura pela Universidade de St. Andrews, em reconhecimento ao trabalho de toda sua carreira. Em 2017 foi eleita membro correspondente da Sociedade Real de Edimburgo (CorrFRSE).
Recebeu o Prêmio Lewis Thomas de 2012.

## Obras
- Goodwin, Frederick K.; Jamison, Kay Redfield (1990), Manic-Depressive Illness, ISBN 0-19-503934-3, New York: Oxford University Press
  - Goodwin, Frederick K.; Jamison, Kay Redfield (2007), Manic-Depressive Illness, ISBN 978-0195135794 Second ed. , New York: Oxford University Press
- Jamison, Kay Redfield (1993), Touched with Fire: Manic-Depressive Illness and the Artistic Temperament, ISBN 0-02-916030-8, New York: The Free Press (includes a study of Lord Byron's illness)
- Jamison, Kay Redfield (1995), An Unquiet Mind, ISBN 0-679-76330-9, New York: Vintage Books Random House
- Jamison, Kay Redfield (1999), Night Falls Fast: Understanding Suicide, ISBN 0-375-70147-8, New York: Vintage Books Random House
- Jamison, Kay Redfield (2004), Exuberance: The Passion for Life, ISBN 0-375-40144-X, New York: Alfred A. Knopf
- Jamison, Kay Redfield (2009), Nothing Was the Same: A Memoir, ISBN 0-307-26537-4, New York: Alfred A. Knopf
- Jamison, Kay Redfield (2017), Robert Lowell: Setting the River on Fire, ISBN 978-0307700278, New York: Alfred A. Knopf